# The Very Best of Cat Stevens
The Very Best of Cat Stevens est un album de compilation de Cat Stevens. 
Plusieurs albums ont été publiés avec ce titre. Le premier est sorti chez Polygram sur son label récemment acquis, Island Records, en janvier 1990. L'image de couverture semble faire référence à la couverture de l'album Teaser et Firecat ; les deux représentent un garçon coiffé d'un haut-de-forme, Teaser, accompagné d'un chat orange, Firecat, à côté d'une clôture surmontée d'une pleine lune. 
Un album de compilation portant le même titre est sorti en 2000 sur les labels A & M et UTV Records. À bien des égards, c'est un album sensiblement différent. La liste des pistes est sensiblement différente (bien que la plupart des mêmes pistes soient présentes). La pochette de ces communiqués présente un simple portrait de l'artiste. Cet album est sorti au Royaume-Uni et en Europe en 2003, avec la même pochette, mais avec une liste de pistes différente. La version UTV Records était également disponible avec un disque bonus DVD contenant certaines images anciennes.

## Liste des pistes
Toutes les chansons sont écrites par Cat Stevens, sauf celles qui comportent une note.
1. Where Do the Children Play? (1970) 3:50
2. Wild World (1970) 3:18
3. Tuesday's Dead (1971) 3:35
4. Lady D'Arbanville (1970) 3:40
5. The First Cut Is the Deepest (1967) 3:30
6. Oh Very Young (1974) 2:30
7. Rubylove (1971) 2:35
8. Morning Has Broken (paroles d'Eleanor Farjeon , traditionnel : Bunessan) (1972) 3:16
9. Moonshadow (1971) 2:48
10. Matthew and Son (1966) 2:40
11. Father and Son (1970) 2:37
12. Can't Keep It In (1972) 2:58
13. Hard Headed Woman (1970) 3:46
14. (Remember the Days of the) Old Schoolyard (avec Elkie Brooks) (1977) 2:44
15. I Love My Dog (1966) 2:18
16. Another Saturday Night (Sam Cooke) (1974) 2:27
17. Sad Lisa (1970) 3:40
18. Peace Train (1971) 4:04

### Édition 2000
1. Matthew and Son
2. The First Cut Is the Deepest
3. Lady D'Arbanville
4. I've Got a Thing About Seeing My Grandson Grow Old
5. Wild World
6. Where Do the Children Play?
7. Hard Headed Woman
8. Father and Son
9. The Wind
10. Morning Has Broken
11. Moon Shadow
12. Peace Train
13. Sitting
14. Can't Keep It In
15. Foreigner Suite
16. Oh Very Young
17. Another Saturday Night
18. Majik of Majiks
19. (Remember the Days of the) Old Schoolyard
20. Just Another Night

### Édition 2003(Royaume-Uni)
1. Moonshadow – 2:50
2. Father and Son – 3:41
3. Morning Has Broken (Eleanor Farjeon) – 3:20
4. Wild World – 3:21
5. The First Cut Is the Deepest – 3:01
6. Lady D'Arbanville – 3:45
7. Oh Very Young – 2:36
8. Matthew and Son – 2:44
9. Sitting – 3:14
10. Hard Headed Woman – 3:49
11. I Love My Dog – 2:19
12. Rubylove – 2:38
13. Don't Be Shy – 2:51
14. Can't Keep It In – 3:00
15. Here Comes My Baby – 2:55
16. Into White – 3:25
17. (Remember the Days of The) Old Schoolyard – 2:43
18. Where Do the Children Play? – 3:52
19. How Can I Tell You – 4:28
20. Another Saturday Night (Sam Cooke) – 2:28
21. Sad Lisa – 3:42
22. Just Another Night – 3:51
23. Peace Train – 4:12
24. If You Want to Sing Out, Sing Out – 2:46

### Édition 2003 (DVD, Royaume-Uni), Bonus
1. Moonshadow
2. Wild World
3. Father and Son
4. Hard Headed Woman (live)
5. Where Do the Children Play?
6. (Remember the Days of The) Old School Yard
7. Teaser and the Firecat

## Certifications
| Région                  | Prix       | Ventes  |
| ----------------------- | ---------- | ------- |
| Canada (Music Canada)   | Or         | 50 000  |
| France (SNEP)           | Platine    | 300 000 |
| Allemagne (BVMI)        | Or         | 250 000 |
| Mexique (AMPROFON)      | Or         | 100 000 |
| Nouvelle-Zélande (RMNZ) | Platine    | 15 000  |
| Royaume-Uni (BPI)       | 2x Platine | 600 000 |